# BarCamp
BarCamp je mezinárodní síť uživateli samovytvořených otevřených konferencí. Jde o nestandardní formát konferencí – otevřené, participativní workshopy, jejichž obsah vytvářejí samotní účastníci. První Barcampy byly zaměřeny na webové aplikace a byly spojeny s open source technologiemi, komunikačními protokoly a otevřenými datovými formáty.
Tento formát se v zahraničí používá už i pro celou řadu jiných témat, včetně veřejné dopravy, zdravotní péče a politické práce.

## Průběh Barcampu v ČR
- Organizátor poskytne prostor pro vypsání přednášek řečníkům (zpravidla předem na webu)
- Hlasování účastníků pro jednotlivé přihlášené přednášky
- Uzávěrka hlasování
- Přednášky s nejvíce hlasy dostávají prostor v programu
- Řečníci, kteří byli prohlasováni do programu, na akci přednášejí

## BarCampy v Česku
- BarCamp Plzeň (duben)[1]
- BarCamp České Budějovice (únor)[2]
- BarCamp Brno (říjen)[3]
- Vsetínský BarCamp ve Zlíně[4]
- BarCamp Hradec (říjen)[5]
- BarCamp Ostrava (listopad)[6]
- BarCamp Kolín (květen)[7]
- Pražský BarCamp - konference o vzdělání a praxi [8]
- E-shopařský BarCamp na Czech On-line Expo 2020 (duben)[9]
- ShopCamp (září)[10]
- E-shop Víkend Vodňany (červenec/srpen)[11]
- WordCamp Praha - barcamp o WordPress (únor)[12]